# 比利亚曼里克
比利亚曼里克，是西班牙卡斯蒂利亚-拉曼恰雷阿尔城省的一个市镇。 总面积370平方公里，总人口1596人（2001年），人口密度4人/平方公里。